# Контроллер радиосети
Контроллер радиосети или RNC (ар-эн-си, англ. Radio Network Controller — контроллер радиосети) — управляющий элемент в UMTS сети радиодоступа (UTRAN), контролирующий подключенные к нему базовые станции Node B. RNC осуществляет функции управления радио ресурсами, некоторые функции по управлению мобильностью, а также RNC осуществляет шифрование или расшифровку пользовательских данных, передаваемых или принимаемых с мобильного телефона пользователя. RNC соединяется с опорной сетью коммутации каналов (англ. Circuit Switched Core Network (CSCN)) с помощью MGW, а также с опорной сетью коммутации пакетов (англ. Packet Switched Core Network (PSCN)) с помощью SGSN.

## Интерфейсы
Логическое соединение между элементами сети называется интерфейсом. Интерфейсы между RNC и другими элементами UMTS сети обозначаются буквами Iu:
- Интерфейс между RNC и опорной сетью коммутации каналов (CSCN) — Iu-CS.
- Интерфейс между RNC и опорной сетью коммутации пакетов (PSCN) — Iu-PS.
- Интерфейс между RNC и одной базовой станцией Node B — Iub.
- Интерфейс между двумя RNC в одной сети — Iur.

Интерфейсы Iu передают как пользовательский трафик (голос или данные), так и трафик управления и сигнализации (см. раздел Протоколы). Iur интерфейс в основном необходим для реализации "мягкого" хэндовера с участием двух RNC, хотя и не является обязательным, т.к. отсутствие Iur интерфейса между двумя RNC позволит произвести хэндовер (в данном случае "жесткий" хэндовер).
До принятия стандарта 3GPP R4 все интерфейсы UTRAN были реализованы только с использованием технологии ATM, за исключением Uu интерфейса, использующего технологию WCDMA. Начиная со стандарта R5 интерфейсы Iu могут использовать протокол IP поверх Ethernet взамен технологии ATM. Интерфейсы Iu, реализованные с использованием ATM, могут быть переданы поверх оптических сетей SONET/SDH или сетей PDH, организованных с помощью медных кабелей или радиорелейных линий. В случае PDH сети при необходимости увеличения пропускной способности интерфейсов Iu несколько потоков E1 могут быть объединены в одну логическую IMA группу. 
Т.к. интерфейсы Iu являются логическими, то несколько интерфейсов могут быть мультиплексированны в одну физическую линию передачи.
Фактическая реализация интерфейсов зависит от физической и логической топологии сети.

## Протоколы
Суммарно все протоколы, проходящие через интерфейсы Iu позволяют передавать как пользовательские данные, так и данные управления и сигнализации. Протоколы, передающие пользовательские данные, относят к так называемой плоскости пользователя, а протоколы, необходимые для управления и сигнализации — к плоскости управления.
К протоколам плоскости управления относят:
- Протокол сигнализации, необходимый для управления базовой станцией Node B на RNC называется NBAP (англ. Node B Application Part). Протокол NBAP подразделяется на общий (C-NBAP, англ. Common NBAP) и выделенный (D-NBAP, англ. Dedicated NBAP). C-NBAP контролирует общую функциональность базовой станции Node B, а D-NBAP контролирует функциональность отдельных сот и секторов базовой станции Node B. Протокол NBAP передается через интерфейс Iub. Для обработки общих и выделенных процедур протокол NBAP разделён на два порта: NodeB Control Port (NCP), обрабатывающий общие процедуры NBAP, и Communication Control Port (CCP), обрабатывающий выделенные процедуры NBAP.
- Протокол управления транспортным уровнем называется ALCAP (англ. Access Link Control Application Protocol). Основной функцией ALCAP является мультиплексирование нескольких каналов пользователей в один транспортный канал AAL2 на основе идентификаторов каналов CID (англ. channel ID). Протокол ALCAP передается через интерфейсы Iub и Iu-CS.
- Протокол сигнализации, отвечающий за связь RNC и опорной сети называется RANAP (англ. Radio Access Network Application Part). Протокол RANAP передается через интерфейсы Iu-CS и Iu-PS.
- Протокол сигнализации, отвечающий за связь между несколькими RNC называется RNSAP (англ. Radio Network Subsystem Application Part). Протокол RNSAP передается через интерфейс Iur.

## Роли RNC в сети
По отношению к клиентскому устройству UE в случае "мягкого" хэндовера RNC может играть две разные роли:
- D-RNC (англ.  Drift RNC).
- S-RNC (англ.  Serving RNC).

Так же RNC может играть третью роль в зависимости от того, насколько близко клиентское устройство UE находится к базовой станции Node B:
- C-RNC (англ. Controlling RNC).

Один RNC может выполнять несколько ролей одновременно.

## См также
UMTS

### Спецификации
- NBAP Specifications
- RANAP Specifications
- RNSAP Specifications
- RRC Specifications